# 乔屯街道
乔屯街道，是中华人民共和国河北省唐山市路北区下辖的一个乡镇级行政单位。

## 行政区划
乔屯街道下辖以下地区：
乔屯楼社区、保泰楼社区、乔西楼社区、凤凰道社区、培仁里社区、西山楼社区、城子庄社区、西北井第一社区、西北新楼社区、西北井第二社区和草场街社区。